# Tayrac (Lot y Garona)
 Tayrac  es una población y comuna francesa, en la región de Aquitania, departamento de Lot y Garona, en el distrito de Agen y cantón de Beauville.

## Demografía
| 279 | 257 | 209 | 231 | 345 | 320 |
| Para los censos de 1962 a 1999 la población legal corresponde a la población sin duplicidades (Fuente: INSEE [Consultar]) |     |     |     |     |     |